# Lliure examen
Lliure examen és una noció que eix originalment del protestantisme i que atorga a l'home el dret d'interpretar la Bíblia segons el seu judici personal, sense cap autoritat dogmàtica. Al segle xix la noció va desenvolupar-se també fora dels països protestants com a principi epistemològic dins els cercles cièntífics laics belgues i francesos, (libre examen, en francès) i (Vrij onderzoek, en neerlandès) com a afirmació de la llibertat de l'investigador de tractar qualsevol subjecte i de posar en dubte sense prejudici qualsevol veritat científica anterior o religiosa, en utilitzar amb diligència els millors mètodes de recerca disponibles amb conseqüència que la veritat sempre queda provisional. El concepte implica les nocions de lliure albir i de llibertat de consciència, i sobretot de lucidesa.
El 1864 l'església catòlica va reagir amb vehemència contra aquesta tendència i publicar el Syllabus Errorum o Catàleg dels errors. Quant més al nord, tant menys va tenir un impacte, però a Espanya l'absència d'una política de lliure examen i la devoció d'Isabel II per Pius IX va «esverar tots els ciutadans que maldaven per modernitzar la societat.», frenar el progrés científic i obstruir la llibertat acadèmica.

## L'exemple belga
El lliure examen en tant que principi i mètode és explícitament afirmat per certes institucions belgues on és practicat en el sentit del compromís laic. Aquesta originalitat del lliure examen comprès també com a laïcitat filosòfica no troba equivalent en cap altre país d'Europa o al món, l'origen històric del qual es remunta sens dubte a la Fraternité remonstrante (protestants) contra la Confessio Belgica (catòlics) al segle xvi.
A França, al segle xx, la noció de lliure examen no és desenvolupada en tant que tal i continua estant desconeguda, incloent-hi al si de les associacions laiques. Els catàlegs de la Biblioteca Nacional de França en testifiquen sobretot. El lliure examen constitueix la referència principal del primer article dels estatuts de la Universitat Lliure de Brussel·les:
"La Universitat Lliure de Brussel·les funda l'ensenyament i la recerca sobre el principi del lliure examen. Aquest postula, a tota matèria, el rebuig de l'argument d'autoritat i la independència de judici". El lliure examen és tan central per a la laïcitat organitzada a Bèlgica, que el Centre d'Acció Laica considera que el lliure examen constitueix un "valor laic per excel·lència" i que adopta "el lliure examen com a mètode de pensament i d'acció", o més exhaustivament :
"Valor laic per excel·lència, el lliure examen implica no només l'afirmació d'un dret, el de l'absoluta llibertat de consciència, si no sobretot l'afirmació d'un deure : aquell de no reconèixer cap dogma i de procedir amb esperit crític a la posada en qüestió de les idees rebudes, totes les idees rebudes, incloent-hi aquelles afermades en si mateix, les més pernicioses, les de la bona consciència i del prejudici".
El 2005, el Centre d'Acció Laica ha titulat la seva convenció anual "Construïm l'escola del lliure examen" per a "descobrir l'ètica sota l'etiqueta".
Segons la seva accepció a Bèlgica, el lliure examen implica el rebuig de l'argument d'autoritat a tota matèria, el qüestionament permanent de les idees, la reflexió crítica, la investigació activa de l'emancipació de l'ésser humà respecte de totes les formes de condicionament, de subjecció i de discriminació. El principi del lliure examen implica igualment el no-conformisme i la crítica dels valors rebuts. Però el qüestionament dels valors no és el seu rebuig automàtic. Els "lliures exaministes" cerquen precisament els valors fonamentals que resisteixen a la crítica i surten reforçades de la crítica de la qual són objecte.

## El lliure examen filosòfic
En filosofia, l'esperit d'examen es diu també esperit crític. La pràctica de l'esperit d'examen es remunta a l'origen de la filosofia a la Grècia antiga, particularment a Sòcrates que l'oposava als que pretenien saber una saviesa (els sofistes): "Sé que no sé res", ironia de la que en fa esment Plató en els seus diàlegs socràtics.
L'esperit d'examen ha conegut aquests darrers segles diverses expressions com l'humanisme del Renaixement amb, entre d'altres, Rabelais, Montaigne i Pierre Charron, el racionalisme al segle xvii amb sobretot Francis Bacon, Descartes, i sobretot Spinoza amb el seu Tractat teològico-polític sobre la llibertat de filosofar sense la tutela de la teologia, el desenvolupament científic, el lliure examen teològic, l'examen positivista igualment al segle xix, i el lliure examen del compromís com actualment a Bèlgica.
L'actitud filosòfica del lliure examen ha estat enunciada literalment per Condorcet el 1791, filòsof del Segle de les Llums, en la seva Primera memòria sobre la instrucció pública, titulat "l'educació pública s'ha de limitar a la instrucció", tercera raó : "Perquè una educació pública es faria contrària a la independència de les opinions". Així :
"la veritat sola pot ser la base d'una prosperitat durable, i que les llums que creixen sense parar no permetin més a l'error de vantar-se d'un imperi etern, l'objectiu de l'educació ja no pot ser de consagrar les opinions establertes, sinó, al contrari, de sotmetre'les a l'examen lliure de generacions successives, cada vegada més aclarides". Kant afirma en un sentit més individual al seu opuscle de 1784 Què són les Llums ?: "Sapere aude! Tingues el valor de servir-te del teu propi enteniment! Heus aquí la divisa de les Llums".
L'experiència de Milgram al segle xx constitueix la demostració concreta més significativa de les conseqüències possibles de l'argument d'autoritat contràries a l'exercici del lliure examen.

## El lliure examen teològic
El pensament lliure belgo-francès del segle xix caracteritza més el lliure examen que el lliure pensament que considera a priori les religions com els pitjors obstacles per a l'emancipació del pensament ignorant, essencialment des de l'esfera d'influència trotskista, el liberalisme teològic del qual Victor Hugo en va ser un gran defensor. La filosofia moderna s'ha desenvolupat sobre un substrat liberal en teologia amb grans autors com Kant, autor de la religió en els límits de la simple raó, Fichte, Hegel, Kierkegaard i d'altres, tots d'origen protestant.
El Diccionari de Teologia Catòlica inclou un article per al lliure examen amb només dues paraules: "veure protestantisme", posició que remet a la crisi modernista. En aquest sentit, l'encíclica de 1893 Providentissimus Deus del Papa Lleó XIII es posiciona sobre l'Estudi de les Santes Escriptures contra el liberalisme, el racionalisme i la crítica radical, tot afirmant que han de ser interpretades correctament, en continuació del Syllabus Errorum del seu predecessor.
El dret de l'examen (Prüfung) és fermament i moltes vegades defensat per Luther i per Calví, d'acord amb la Bíblia on està escrit : "Examini-ho (provi-ho) tot i guardi el que és bo" (I Thessaloniciens 5:21), o encara "l'home espiritual jutja de tot i no és jutjat per ningú" (I Corintis 2:15). És l'afirmació per la Reforma protestant de l'autoritat de la Bíblia o principi de l'Escriptura sola (sola escriptura) que ha de ser aclarida per l'Esperit Sant.
El fonamentalisme de 1895 envers el liberalisme protestant és el precedent històric del sínode de Dord el 1618-1619 contra la Fraternitat remonstrante i l'arminianisme vinculats al teòleg neerlandès Jacobus Arminius que era favorable al lliure examen. L'Encyclopédie du protestantisme consagra un article al lliure examen recordant l'article 4 de la Confessió de la Rochelle on els protestants miren l'única Escriptura com a regla de creença "no tant pel comú acord i el consentiment de l'Església com per la persuasió interior de l'Esperit Sant", i que des de llavors no és possible pels protestants de refusar el lliure accés a la Bíblia.
Laurent Gagnebin, teòleg protestant, director de la redacció del mensual Evangeli i llibertat, conclou tanmateix: «Entre els riscs de l'autoritat que porta als excessos de la infal·libilitat eclesiàstica o pontifical, i els de la llibertat que porta als privilegis de l'examen, fins i tot del lliure examen, escollim amb tot el protestantisme, els riscs de la llibertat que, tots els comptes fets, han fet menys mal a l'Església i han fet fluir menys sang que els de l'autoritat».

## Catolicismes
En el catolicisme romà, l'existència fins i tot del lliure examen és problemàtica en tant que el catolicisme són dogmes que definits i no una norma d'examen lliure de les posicions. El desenvolupament de la raó i del discerniment hi existeix tot i això conjuntament a la creença allò que necessita un enfocament matisat. Segons certs teòlegs del catolicisme de Roma, la fragmentació ràpida del protestantisme en molt nombroses sectes és causada per l'individualisme i el literalisme. Luter i Calví han format dues Esglésies perquè tenien dos punts de vista diferents.
L'Església catòlica romana presenta dues vessants, és més aviat liberal a nivell local de les parròquies, i fortament fonamentalista a nivell central de la Santa Seu que defineix crítica als dogmes com a heretgies, tot afirmant ser fundada tradicionalment per la successió dels Papes sobre la tomba de l'apòstol Pere que se situa sota la basílica Sant Pere del Vaticà.
El Doctor de l'Església Sant Anselm de Canterbury, afirma així al segle xi : No intento comprendre per tal de creure, però crec per tal de comprendre. Ja que crec això a menys que crec, no comprendré. L'escolàstica defineix tradicionalment el liberum arbitrium com «facultas voluntatis i rationis» (facultat de la voluntat i la raó. Aquesta expressió és exacta si designa la col·laboració d'aquestes dues facultats en la gènesi de l'acte lliure, però errònia en un sentit més tècnic. Parlant pròpiament, el lliure albir és una potència de la voluntat. Mmillor, és la voluntat mateixa en tant del que la voluntat tria. L'Església catòlica romana creu que l'home té la facultat natural de conèixer Déu: és el Capax Dei. Ara bé, ni el dipòsit de la fe ni el dogma sagrat no és sotmès al lliure examen.
L'encíclica Fides i Ratio de Joan Pau II del 1998 sobre les relacions entre la fe i la raó és una de les expressions actuals de l'església catòlica romana en relació amb l'estat del lliure examen pel que fa a la raó. Sobretot s'hi ha d'observar que la noció de lliure examen no hi figura i que la filosofia moderna, que s'ha desenvolupat amb autors d'origen protestant com Kant, Hegel, Kierkegaard..., així com la filosofia contemporània, estan ignorades.
Altres catolicismes són manifestament més oberts al lliure examen, com l'anglicanisme a conseqüència de la seva "large church" liberal en teologia, a més a més del "high church", component catòlic, i de la "low church", component protestant de l'anglicanisme. L'Església catòlica antiga en intercomunió amb l'Església anglicana és igualment més favorable al lliure examen, igual com el catolicisme liberal, rebutjant la infal·libilitat pontifical.